# Биран (Француска)
Биран (фр. Biran) насеље је и општина у јужној Француској у региону Миди Пирене, у департману Жерс која припада префектури Ош.
По подацима из 2011. године у општини је живело 395 становника, а густина насељености је износила 10,72 становника/km². Општина се простире на површини од 36,86 km². Налази се на средњој надморској висини од 207 метара (максималној 253 m, а минималној 105 m).

## Демографија
| 1962. | 1968. | 1975. | 1982. | 1990. | 1999. | 2011. |
| ----- | ----- | ----- | ----- | ----- | ----- | ----- |
| 421   | 427   | 336   | 372   | 336   | 351   | 395   |

График промене броја становника у току последњих година